# Калоцера роговидная
Калоцера роговидная (лат. Calocera cornea) — вид базидиомикотовых грибов (Basidiomycota) семейства Дакримицетовые (Dacrymycetaceae).

## Описание
Плодовое тело гриба стоящее, тонкое, цилиндрическое, к вершине суженное и на вершине притуплённое, обычно не ветвится, толщиной 1—1,5 см, толщина в основании приблизительно 1 мм. Поверхность плодового тела более или менее гладкая, восковая во влажную погоду, жёлтая до рыжеватого. Данный вид растёт группой; в группе больше отдельных плодовых тел, расположенных друг близ друга, реже в основании скреплено по несколько штук.

## Экология и распространение
Широко распространён в Северной Америке. Сапробиотический гриб, растущий на крепкоствольной древесине без коры (предпочтительнее дубы). Сезон — лето и осень.